# Morne Moustique
Le morne Moustique, également appelé morne Joffre, est un sommet situé dans le massif montagneux sur l'île de Basse-Terre en Guadeloupe. S'élevant à 1 119 mètres d'altitude, il constitue un point bipartite des territoires des communes de Vieux-Habitants et de Petit-Bourg. Il fait partie du parc national de la Guadeloupe.

## Hydrographie
Les sources de la rivière Moustique sont situées sur ses flancs.